# Júnior (football, 1954)
Pour les articles homonymes, voir Júnior.
Leovegildo Lins da Gama Júnior, plus connu sous le nom de Júnior, est un footballeur brésilien, né le 29 juin 1954 à João Pessoa. 
Il a occupé le poste de défenseur dans des équipes au Brésil et en Italie. Il a été sélectionné 70 fois dans l'équipe du Brésil et a participé à la coupe du monde 1982 (à l'occasion il inscrit un but superbe contre l'Argentine) et à la coupe du monde 1986.

## Biographie

### Carrière en club
Il débute à Flamengo, club avec lequel il gagne de nombreux titres dont la Copa Libertadores et la Coupe intercontinentale en 1981. 
Il poursuit ensuite sa carrière en Italie dans les clubs de Torino et Pescara.
Il gagne la Coupe d'Italie avec le Torino en 1986.
Puis il retourne à son club d’origine, le Flamengo, avec lequel il gagne de nouveaux titres.

## Carrière internationale
Il joue avec l'équipe du Brésil lors de la coupe du monde 1982 et la coupe du monde 1986.
Il est sélectionné 74 fois en équipe du Brésil entre 1979 et 1992 (6 buts marqués).
Il se reconvertit par la suite dans le beach soccer où il reçoit plusieurs fois les titres de meilleur joueur et de meilleur buteur de la Coupe du monde de beach soccer.

## Clubs successifs
- 1974-1984 : Flamengo
- 1984-1987 : Torino
- 1987-1989 : Pescara
- 1989-1993 : Flamengo

## Palmarès

### En club
- Championnat de Rio en 1974, 1978, 1979, 1981 et 1991 avec Flamengo
- Championnat du Brésil en 1980, 1982, 1983 et 1992 avec Flamengo
- Copa Libertadores en 1981 avec Flamengo
- Coupe intercontinentale en 1981 avec Flamengo
- Coupe d'Italie en 1986 avec Torino Football Club
- Coupe du Brésil en 1990 avec Flamengo

### Distinctions personnelles
- « Ballon d'or brésilien » en 1992
- Meilleur joueur de la Coupe du monde de football de plage en 1995, 1997, 1998 et 2000
- Meilleur buteur de la Coupe du monde de football de plage en 1997, 1998, 1999 et 2000